# Ksenija Ivanović
Ksenija Ivanović est une ancienne joueuse monténégrine de volley-ball née le 22 mai 1986 à Podgorica. Elle mesure 1,83 m et jouait au poste de réceptionneuse-attaquante. Elle a totalisé 24 sélections en équipe du Monténégro. Elle a mis un terme à sa carrière de volleyeuse professionnelle en avril 2019.

## Clubs
| Club                | De        | À         |
| ------------------- | --------- | --------- |
| OK Buducnost        | 1999-2000 | 2001-2002 |
| OK Podgorica        | 2002-2003 | 2004-2005 |
| Zrenjanin 023       | 2006-2007 | 2007-2008 |
| VC Klek             | 2008-2009 | 2009-2010 |
| Dauphines Charleroi | 2010-2011 | 2010-2011 |
| 1. VC Wiesbaden     | 2011-2012 | 2013-2014 |
| Hainaut Volley      | 2014-2015 | 2014-2015 |
| Telekom Bakou       | 2015-2016 | 2016-2017 |
| Békéscsabai RSE     | 2017-2018 | 2018-2019 |

## Palmarès
- Championnat du Monténégro
  - Vainqueur : 2003, 2004, 2005.
- Coupe d'Allemagne
  - Finaliste : 2013.
- Championnat d'Azerbaïdjan
  - Finaliste : 2016.
- Coupe de Hongrie
  - Finaliste : 2018, 2019.
- Championnat de Hongrie
  - Vainqueur : 2018.